# جون هارود (كاتب)
جون هارود (بالإنجليزية: John Harwood)‏ (1946، هوبارت في أستراليا)؛ شاعر وروائي أسترالي. درس في جامعة تسمانيا.